# Arquillos (kommunhuvudort)
Arquillos är en kommunhuvudort i Spanien.   Den ligger i provinsen Provincia de Jaén och regionen Andalusien, i den centrala delen av landet, 250 km söder om huvudstaden Madrid. Arquillos ligger 392 meter över havet och antalet invånare är 1 979.
Terrängen runt Arquillos är lite kuperad. Runt Arquillos är det ganska tätbefolkat, med 58 invånare per kvadratkilometer. Närmaste större samhälle är Úbeda, 19,3 km söder om Arquillos. Omgivningarna runt Arquillos är i huvudsak ett öppet busklandskap.